# Reformistische Partei

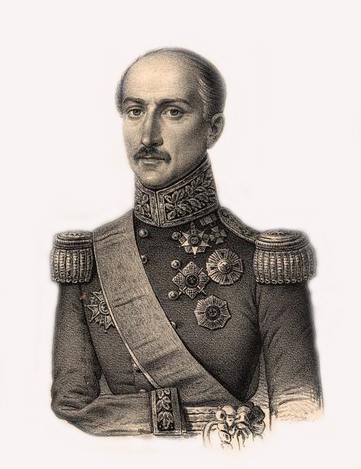
Der Markgraf von Sá da Bandeira

Die Reformistische Partei (portugiesisch Partido Reformista) ist eine portugiesische politische Partei aus der konstitutionellen Phase der portugiesischen Monarchie. Die Partei stellte von 1868 bis 1869 und 1870 zweimal die Regierung, Ministerpräsident war jeweils der Markgraf von Sá da Bandeira, der einzige bedeutende Führer der Partei.

## Geschichte
Die Partei entwickelte sich 1867 als Abspaltung von der Historischen Partei. Von 1865 bis 1868 regierte diese zusammen mit ihren eigentlichen Gegnern, der Regenerationspartei, in einer großen Koalition. Geführt wurde diese große Koalition von Joaquim António de Aguiar von der Regenerationspartei. Gegen die große Koalition gab es bald Widerstand innerhalb der Historischen Partei, der von Sá da Bandeira geführt wurde, einer der großen historischen Führer der Setembristen und der Historischen Partei. 1867 verließen der Markgraf von Sá da Bandeira und seine Anhänger schließlich die Historische Partei und gründeten die Reformistische Partei. Sá da Bandeira gelang es mit António José de Ávila auch einen prominenten ursprünglichen Cartisten auf seine Seite zu ziehen.
Nachdem die Regierung der großen Koalition 1868 gestürzt wurde, wurde Sá da Bandeira erneut Regierungschef. In dieser Zeit organisierte er die Reformistische Partei als seine politische Unterstützungsgruppe. Bei den Wahlen vom 22. März 1868 gewann die Reformistische Partei zusammen mit den Anhängern von de Ávila eine Mehrheit (142 Abgeordnete), während die Anhänger der vorherigen großen Koalition starke Verluste hinnehmen mussten (22 Abgeordnete). Auch die Wahlen von 1869 gewann die Partei, verlor dann aber die Mehrzahl ihrer Abgeordneten durch Austritte, was schließlich dazu führte, dass die Regierung Sá da Bandeira ihre Mehrheit verlor und von einer von dem Herzog von Loulé geführten Regierung der Historischen Partei abgelöst wurde. Die Wahlen von 1870 gewann dann wieder die Historische Partei, die Reformisten konnten nur 15 Mandate erringen.
1870 kommt es zu einem operettenhaften Putsch des 80-jährigen Herzogs von Saldanha gegen die Regierung des Herzogs von Loulé. Sá da Bandeira stellt sich gegen Saldanha und kann diesen nach drei Monaten aus der Regierung vertreiben. Sá da Bandeira und mit ihm die Reformistische Partei kommt somit erneut an die Macht. Während dieser zweiten Regierungsperiode der Reformisten verschlechtern sich allerdings die Beziehungen zu den Anhängern von de Ávila. Sá da Bandeira organisiert Neuwahlen, die von de Ávila, der als Unabhängiger antrat, gewonnen werden.
1876 schließlich stirbt Sá da Bandeira und damit geht auch die Geschichte der Reformistischen Partei zu Ende. Die Überbleibsel der Partei vereinigen sich mit der Historischen Partei, die aus dieser Vereinigung hervorgegangene neue Partei nimmt den Namen Progressive Partei an.